# Friedrich Richard Ostermeyer
Friedrich Richard Ostermeyer (* 24. August 1884 in Danzig; † 24. Juni 1963 in Hamburg; in der Literatur meist nur Friedrich Ostermeyer oder Friedrich R. Ostermeyer) war ein deutscher Architekt und Stadtplaner, der seinen Tätigkeitsschwerpunkt in Hamburg hatte. Er war einer der maßgeblichen Vertreter der Klinkerarchitektur im Wohnungsbau.

## Leben

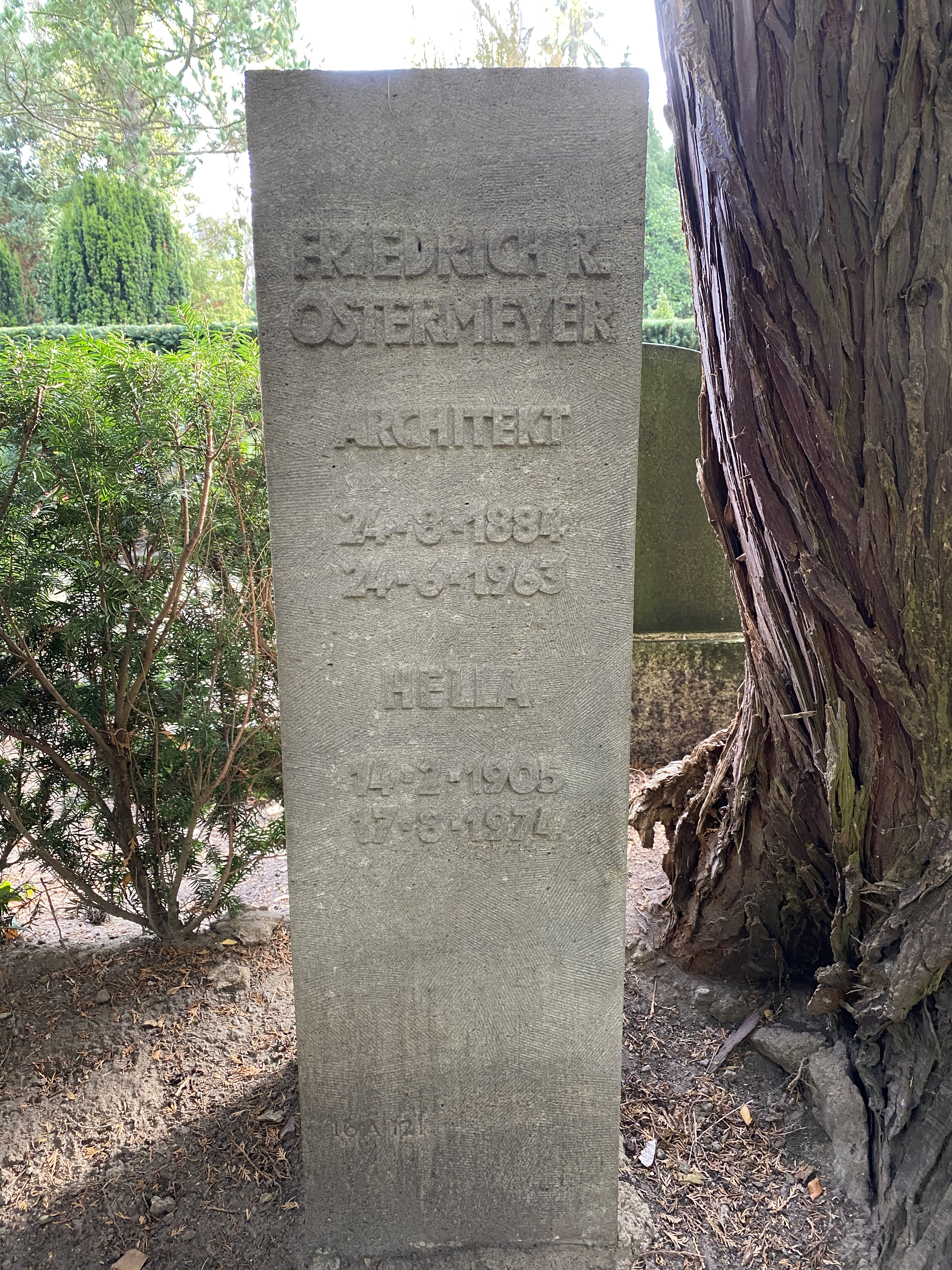
Grabstätte

Der Sohn eines Pastors arbeitete nach der Beendigung seiner Schulzeit als Maurer und begann ein Studium an der Königsberger Bauschule. Ab 1907 studierte er Architektur an der Technischen Hochschule Karlsruhe bei Friedrich Ostendorf. Seinem Examen 1910 folgten Studienreisen nach Italien und Norddeutschland.
1911 übernahm er das Büro von Schaar und Hinzpeter in Hamburg-Altona und baute in den Elbvororten mehrere Ein- und Mehrfamilienhäuser. Nach einer Studienfahrt nach Dänemark begann eine Umorientierung zum Stil der Heimatschutzarchitektur unter dem Einfluss von Werner Jakstein, dem Leiter der Baupflegekommission in Altona. Er verwendete vermehrt Backstein und Klinker in Sichtmauerwerk.
Nach der Teilnahme am Ersten Weltkrieg entwarf Ostermeyer Wohnungsbauten für die Altonaer Gartenstadt Steenkamp und die Gartenstadt Berne.
Mit den Planungen für Großsiedlungen mit menschenwürdigen, lichten Wohnungsbauten im Sinne der Reformarchitektur schufen Fritz Schumacher in Hamburg und Gustav Oelsner im angrenzenden Altona auf stadteigenen Grundstücken die Grundlagen für den staatlich geförderten, meist genossenschaftlichen, Wohnungsbau. Ostermeyer realisierte in zahlreichen Vorhaben meist große Wohnhausbauten.
Der Architekt Paul Suhr trat 1934 in Ostermeyers Büro ein. Die Aufträge für große Wohnungsblöcke blieben aufgrund der Weltwirtschaftskrise aus. Das Büro beschäftigte sich überwiegend mit Einzelwohnhäusern privater Auftraggeber, die meist im Sinne der neuen Machthaber traditionell mit Steildächern ausgeführt wurden. Die Formensprache wurde traditioneller in der Verwendung von Material und in der Fassadengestaltung. Ostermeyer war von 1934 bis 1937 Mitglied der SA.
Im Zweiten Weltkrieg, an dem Ostermeyer als Freiwilliger teilnahm, wurde er verwundet und verlor ein Auge. Er übernahm nach seiner Entlassung 1944 die Leitung der Wehrmachtsausbildung in Hamburg-Hochkamp und arbeitete mit Konstanty Gutschow an den Planungen zum Wiederaufbau Hamburgs nach den Zerstörungen durch die Luftangriffe.
1946 übernahm er die Leitung der „Planstube“ zur Erstellung eines Generalbebauungsplans für Hamburg und die Entwicklung von Siedlungsstrukturen zur Auflockerung städtebaulicher Strukturen.
In den 1950er Jahren nahm er seine Bautätigkeit im Wohnungsbau wieder auf und entwarf daneben auch Kirchen und Bauten für kirchliche Einrichtungen. Sein Stil war weiterhin durch handwerklichen Konservatismus geprägt und folgte nicht den Trends der internationalen
Architekturmoderne der Nachkriegszeit.
Bis zu seinem Tod 1963 arbeitete Ostermeyer in seinem Büro mit, das danach von Paul Suhr weiter geführt wurde.
Friedrich Richard Ostermeyer wurde auf dem Friedhof Nienstedten beigesetzt.

## Bauten
- 1911–1915: Stadthäuser in Hamburg-Groß Flottbek, Dürerstraße 9–15, Cranachstraße 63 (im Stil der Heimatschutzarchitektur; Nr. 13 gehörte Ostermeyer selbst)[4][5]
- 1913–1914: Altenwohnstift „Sarlingheim“ in Hamburg-Bahrenfeld, Von-Hutten-Straße 5[6]
- 1919: Ledigenheim (Wohnheim für erwerbstätige Frauen) in der Siedlung Steenkamp in Bahrenfeld[7]
- 1919–1932: Wohnhäuser der Gartenstadt Berne in Hamburg-Farmsen-Berne, Berner Allee, Pferdekoppel, Saselheider Weg, Karlshöher Weg, Beim Fahrenland etc.[8][9]
- 1924–1929: genossenschaftlicher Wohnblock Kieler Straße 75–89[10]

1. Bauabschnitt 1925/1926 (mit expressionistischer Zackensilhouette)
2. Bauabschnitt 1927/1928 (Reduzierung auf kubische Baukörperkomposition und Mauerwerkzeichnung als Beispiel der Hamburger Moderne)
- 1925: Wohnblock Bendixensweg 2–10 in Hamburg-Barmbek-Nord (für eine Genossenschaft)[11]
- 1926–1927: Adolf-von-Elm-Hof (strenge kubische Gliederung mit keramischem Bauschmuck)
- 1926–1930: Wohnhäuser als Gartenstadtsiedlung in Hamburg-Bergedorf, Gojenbergsweg 57–71, Ida-Boy-Straße 1–15[12]
- 1927–1928: Wohnbebauung „Demmlerhof“ in Schwerin, Dr.-Hans-Wolf-Straße[13]
- 1928: Wohnhaus in Hamburg-Wellingsbüttel, Pfeilshofer Weg 10[14]
- 1928–1929: Wohnbebauung „Otto-Stolten-Hof“ für die Schiffszimmerer in der Jarrestadt[15]
- 1928–1929: genossenschaftliche Großwohnanlage „Friedrich-Ebert-Hof“ mit 738 Wohnungen in Hamburg-Ottensen, Friedensallee, Griegstraße, Behringstraße, Grünebergstraße, Ottawiweg[16] (Hipp sieht hier eine programmatische Bedeutung für die sozialdemokratische und gewerkschaftliche Wohnungsbaupolitik der Weimarer Republik. Die Anlage verfügte über Gemeinschaftseinrichtungen in einem separaten eingeschossigen Flügel)[17][18]
- 1928: Wohnbebauung „Heinrich-Groß-Hof“ für die Schiffszimmerer in Hamburg-Barmbek-Süd, Kraepelinweg 25–31, Pinelsweg 9–11, Reyesweg 26–32 (Verwendung eines gotisch anmutenden Spitzbogens im Eingangsbereich)[19]
- 1928–1930: Wohnhaus Elbchaussee 126 / Hohenzollernring in Hamburg-Othmarschen[20]
- 1929: Wohnbebauung Lambrechtsgrund in Schwerin (Obotritenring 193–223/Jean-Sibelius-Straße 1–18, Baudenkmal): vier- und fünfgeschossiger Backsteinbau mit zwei durch einen stark zurückgesetzten Mitteltrakt verbundenen Kopfteilen, die jeweils einen Gemeinschaftshof mit Spielplatz und Wirtschaftseinrichtungen umfassen
- 1929–1930: Wohnblock Flotowstraße mit Überbauung der Stradellakehre in Hamburg-Barmbek-Süd (gemeinsam mit C. Wendt)[21]
- um 1930: Wohnbebauung „Friedrich-Ebert-Hof“ in Hamburg-Wandsbek, Walddörferstraße 2–12 / Lengerckestraße / Eulenkamp (durch Verlust der Sprossenfenster und Verkleidung mit Platten ist der ursprüngliche strenge Eindruck, der sich dem benachbarten Dulsberg anpasste, verloren gegangen.)[22]
- 1929–1930: Wohnanlage „Werkblock“ für den Geestemünder Bauverein in Bremerhaven, Werkstraße 14/15, Hökerstraße[23]
- 1929–1931: Siedlung „August-Bebel-Hof“ in Braunschweig
- 1933–1935: Wohnhaus Furtweg 15 in Hamburg-Eidelstedt[24]
- 1950: Haus „Alte Fischmarktapotheke“ in Hamburg-Altstadt, Alter Fischmarkt 3 (gemeinsam mit Paul Suhr)[25]
- 1952–1953: Erlöser-Kirche in Hamburg-Borgfelde, Jungestraße (gemeinsam mit Henry Schlote und Paul Suhr;[26] der konservative Bau ist einer der ersten Kirchenbauten, den Ostermeyer in der Nachkriegszeit realisierte.[27])
- 1952–1953: Melanchthonkirche in Hamburg-Groß Flottbek, Ebertallee 30 (gemeinsam mit Paul Suhr)[28]
- 1953: Europa-Kolleg in Hamburg-Groß Flottbek, Kalckreuthweg 74–80, heute Christophorus Studentenwohnheim
- 1953–1954: Broder-Hinrick-Kirche in Hamburg-Langenhorn, Tangstedter Landstraße (gemeinsam mit Paul Suhr)[29]
- 1954–1955: Geschäftshaus „Jacobihof“ in Hamburg-Altstadt, Jacobikirchhof 8–9 (gemeinsam mit Paul Suhr)[30]
- 1955: Pauluskirche in Hamburg-Hamm, Quellenweg 10 (gemeinsam mit Paul Suhr)[31]
- 1961–1962: Epiphanienkirche in der Jarrestadt, Wiesendamm/Semperstraße[32]

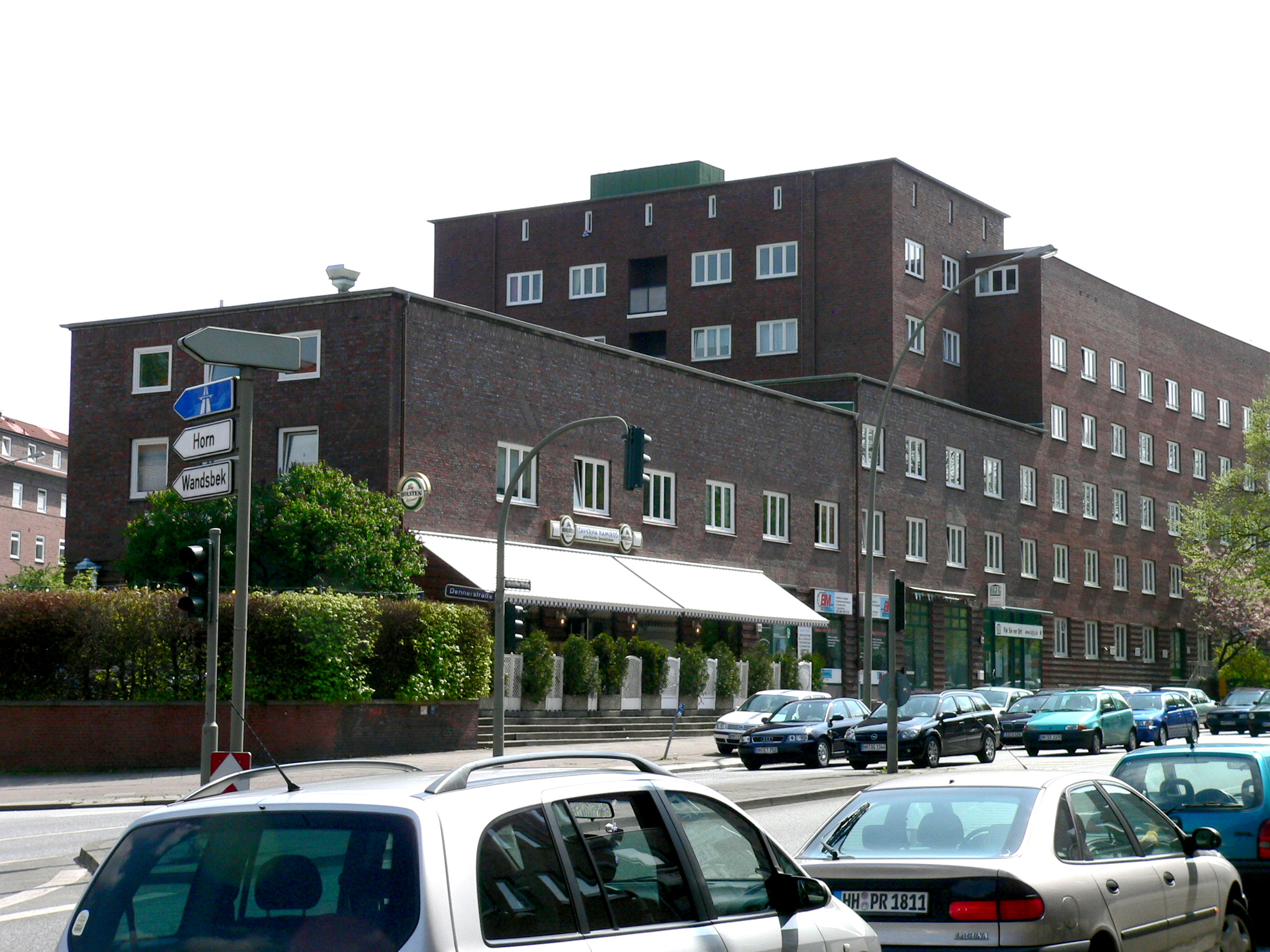
Adolf-von-Elm-Hof
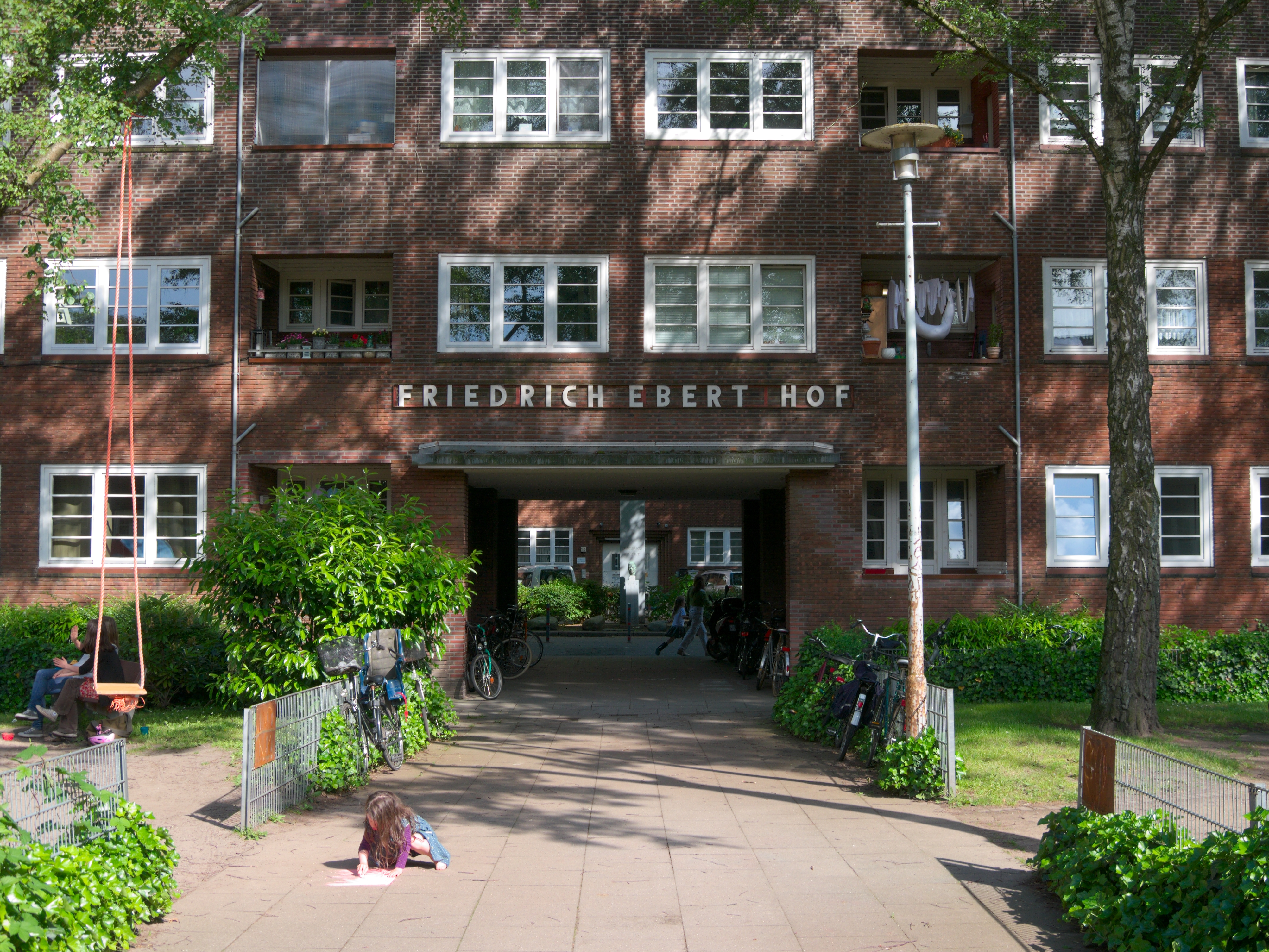
Friedrich-Ebert-Hof
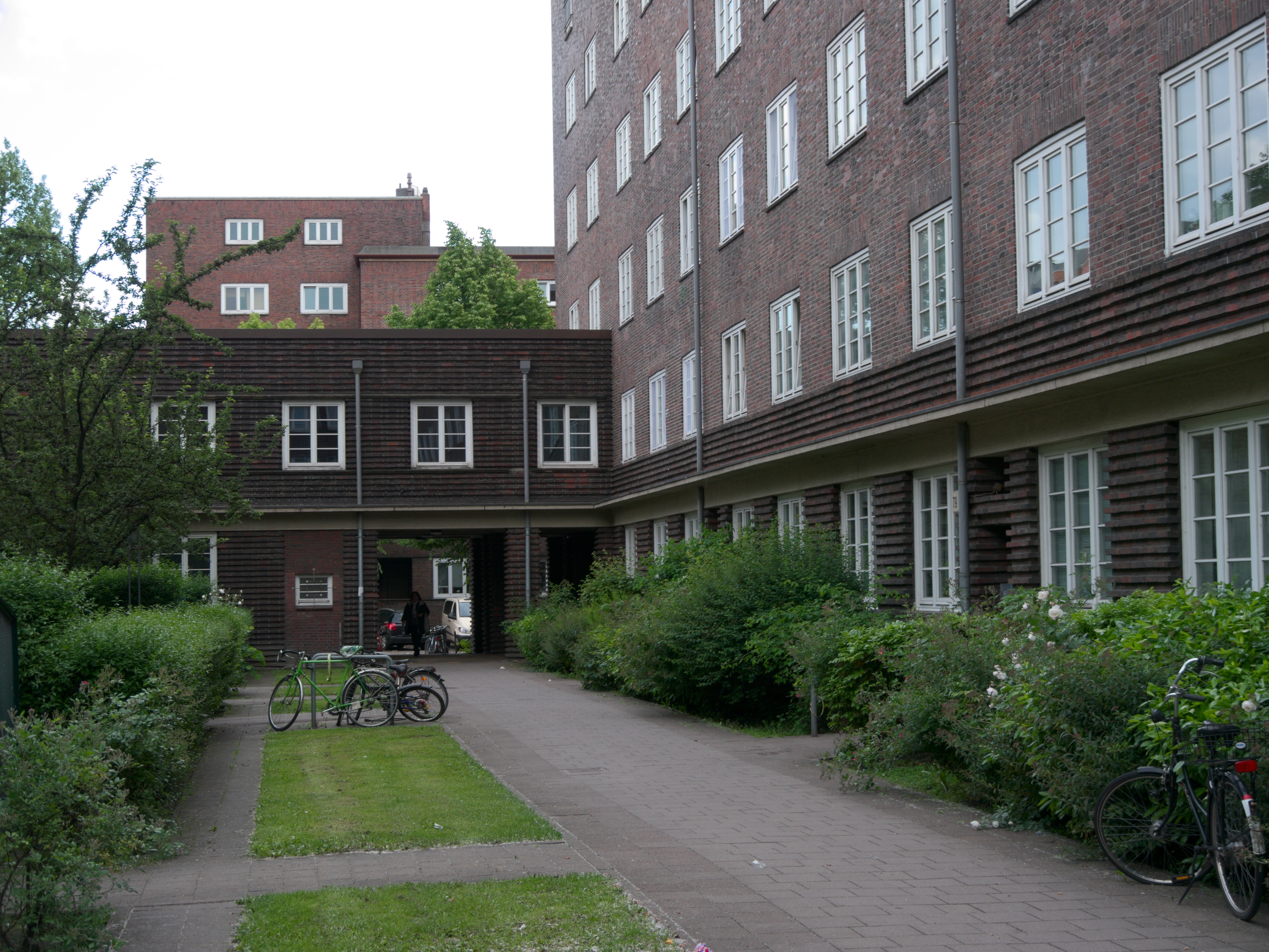
Wohnanlage Kieler Straße
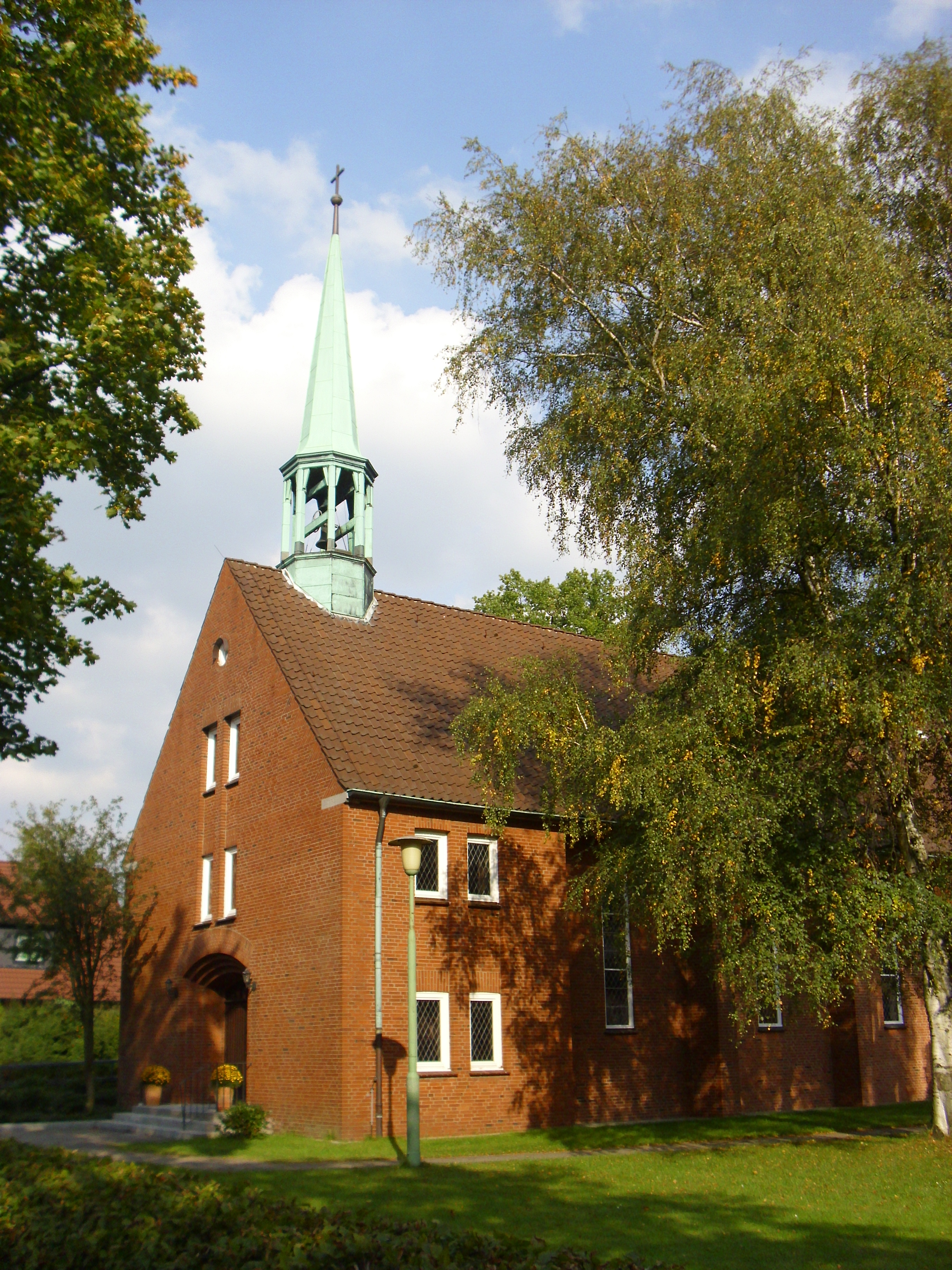
Broder-Hinrick-Kirche
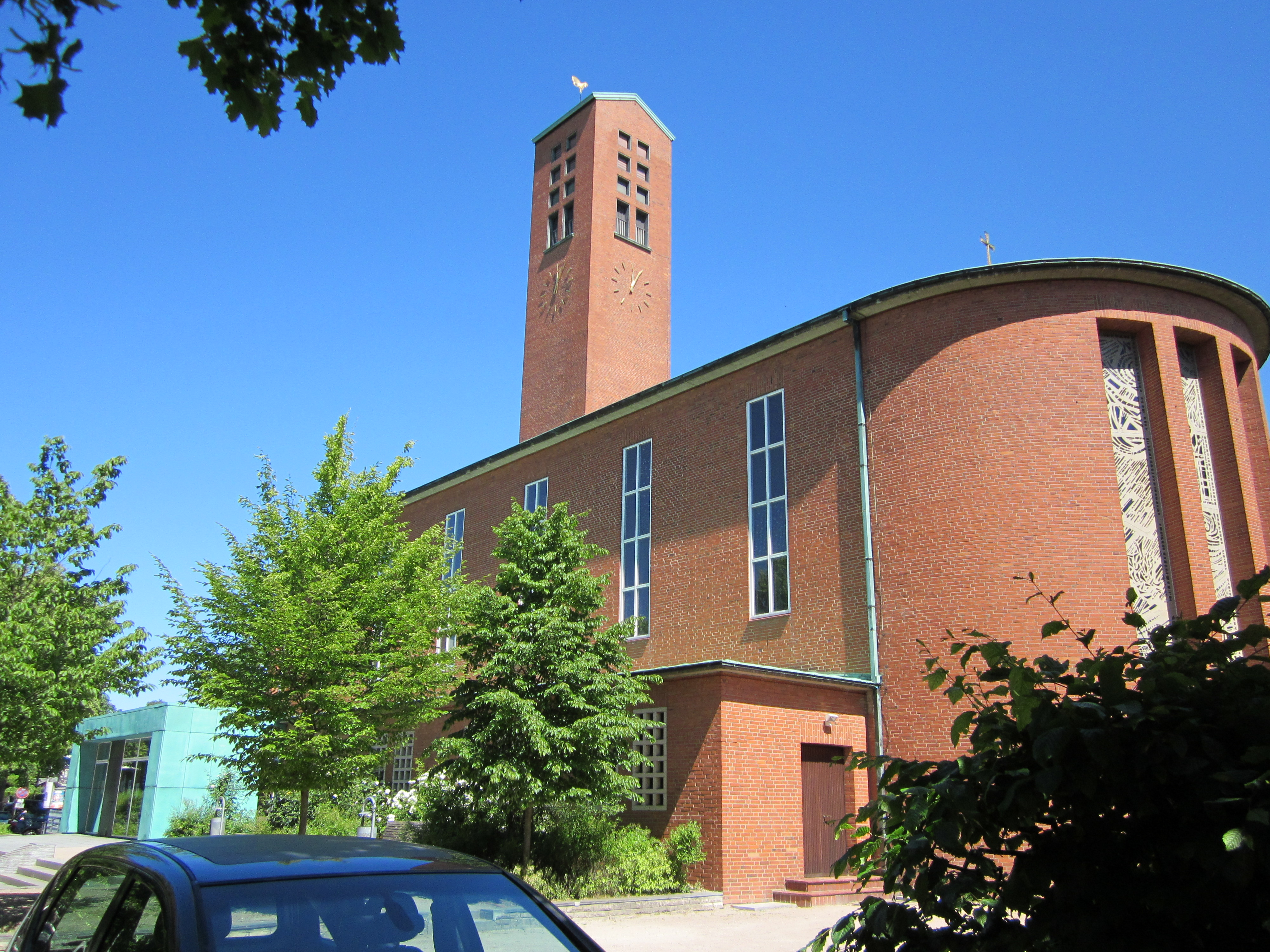
Epiphanienkirche
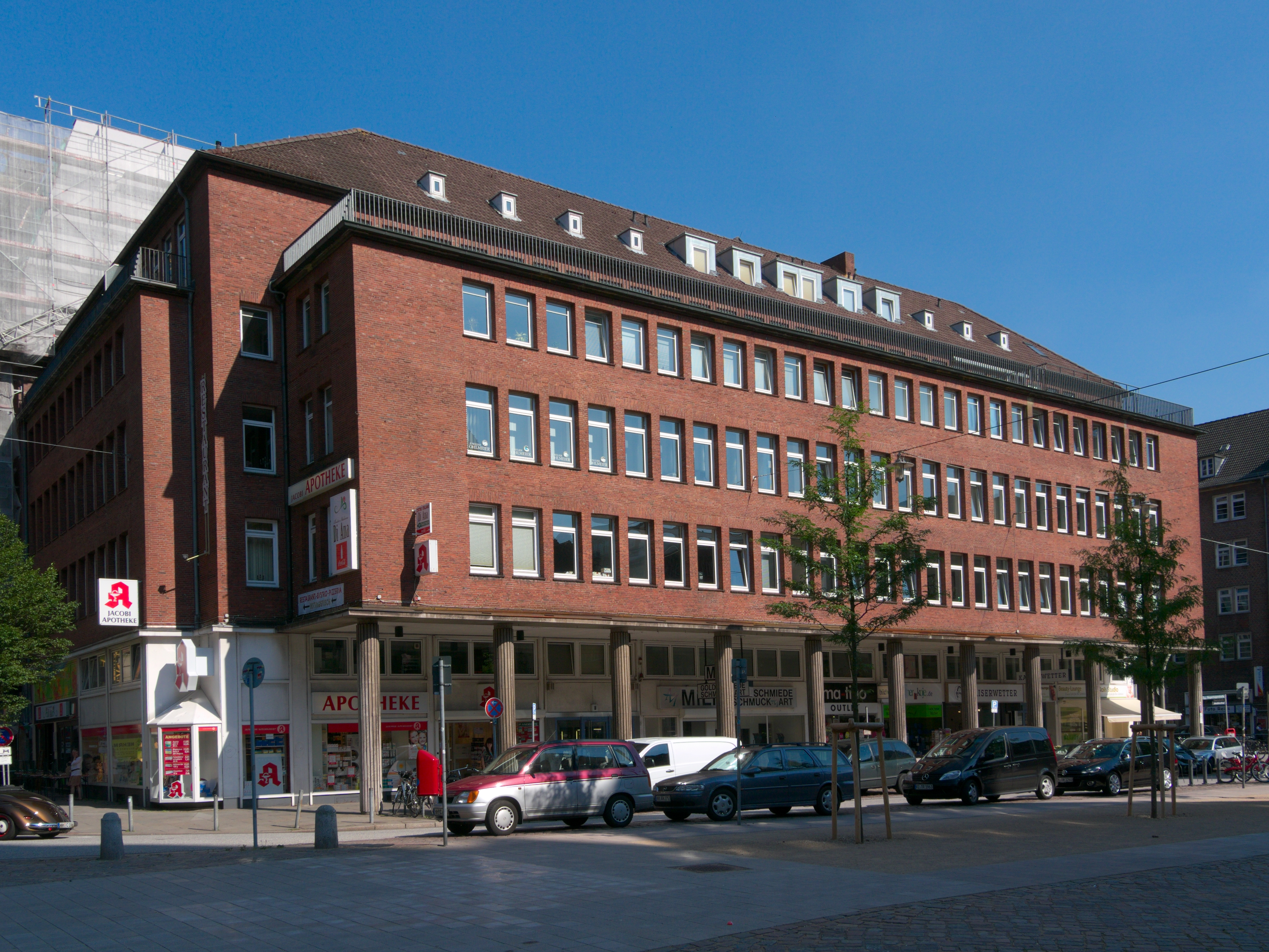
Jacobihof
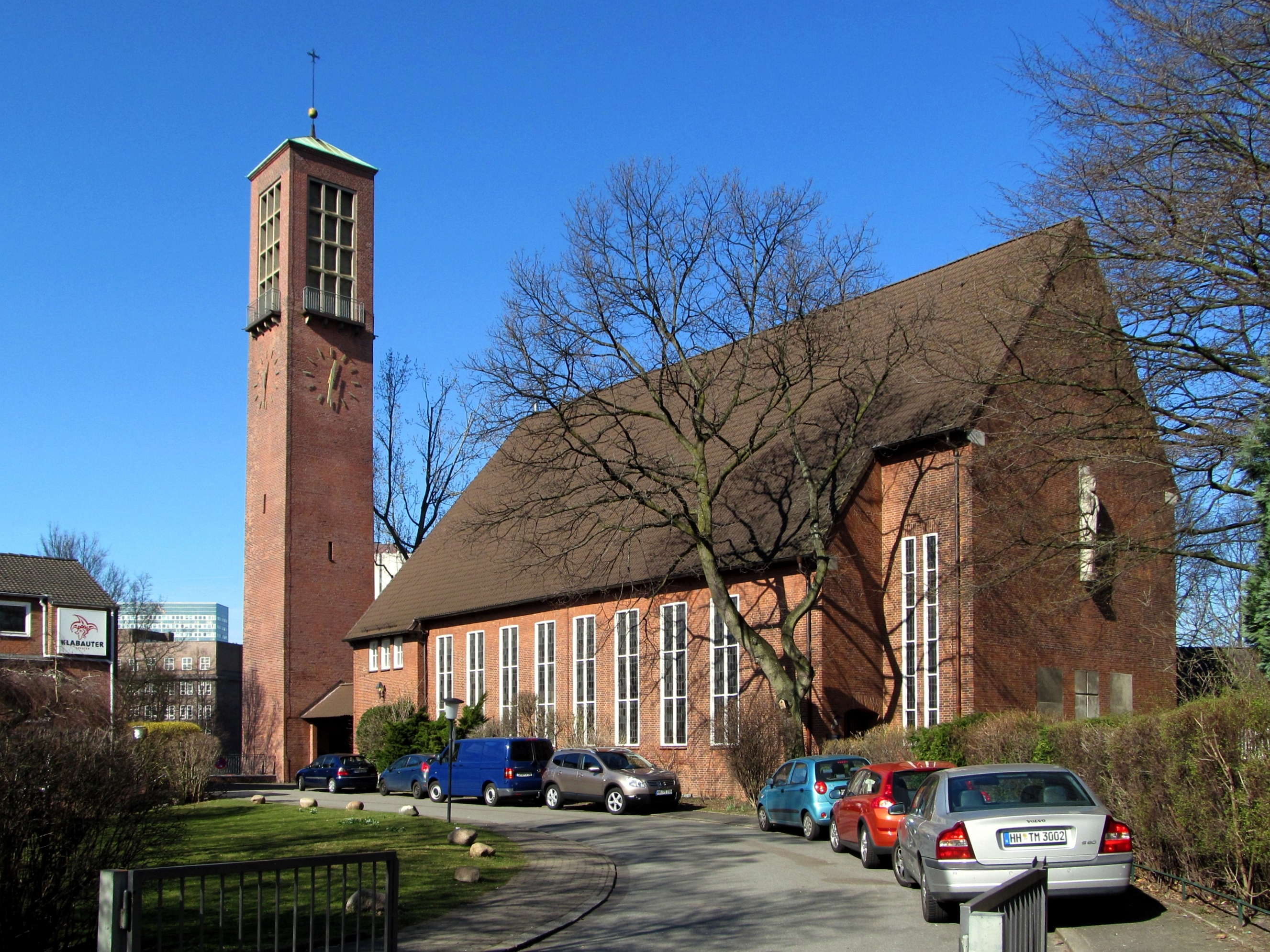
Erlöserkirche, Borgfelde
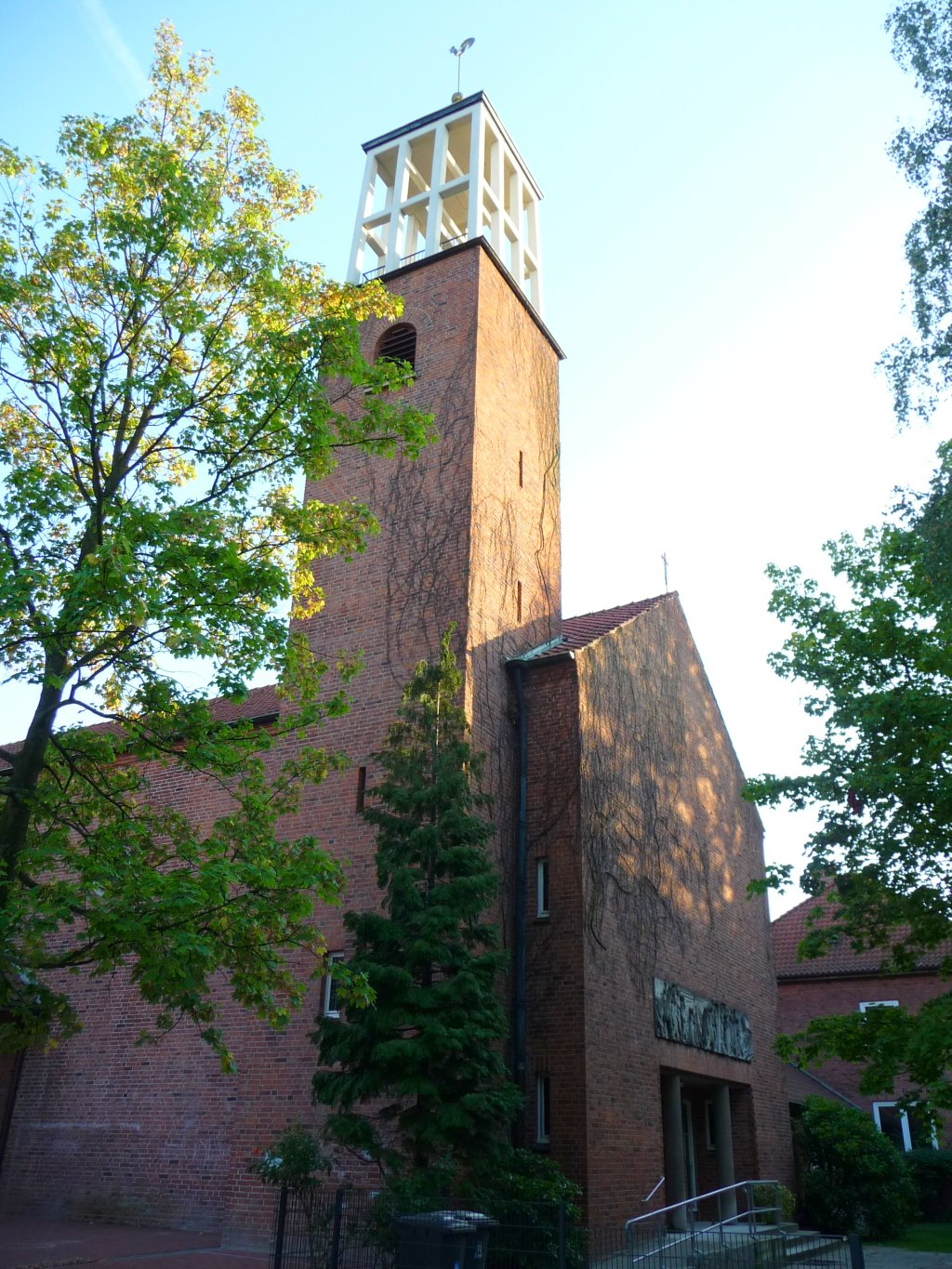
Pauluskirche, Hamm

## Publikationen
- Praktische und schönheitliche Vorteile durch Inanspruchnahme eines bewährten Architekten. In: Schleswig-Holsteinisches Jahrbuch. Bd. 17 (1927), S. 61–64.